# The Best – Fala ludzkich serc
The Best – Fala ludzkich serc – album kompilacyjny polskiego zespołu Daab, wydany w 2005 roku, nakładem wydawnictwa Agencja Artystyczna MTJ.

## Lista utworów
Źródło:.
1. „Do plastićka (wersja singlowa)” – 4:46
2. „Fryzjer na plaży” – 3:52
3. „Patrząc w słońce...” – 3:33
4. „Ogrodu serce” – 5:38
5. „Fala ludzkich serc” – 4:56
6. „Kalejdoskop moich dróg” – 3:00
7. „Podzielono świat” – 6:04
8. „Moje paranoje” – 3:23
9. „Niech śmierć ustąpi przed życiem” – 4:31
10. „To się nie powtarza” – 4:30
11. „Nie wolno” – 4:34
12. „Otaczają nas ludzie” – 3:47
13. „Redemption song (na żywo)” – 6:44

## Twórcy
Źródło:.
- Piotr Strojnowski – gitara, śpiew (1–6)
- Dariusz Chociej – gitara (10–13)
- Waldemar Deska – instrumenty klawiszowe
- Dariusz Gierszewski – perkusja, instrumenty perkusyjne
- Andrzej Krzywy – gitara, instrumenty perkusyjne, śpiew (1–9)
- Artur Miłoszewski – gitara basowa
- Tom Pierzchalski – saksofon tenorowy (7–9)
- Wojciech Sawicki – instrumenty perkusyjne (1–6)
- Jarosław Woszczyna – saksofon altowy (1–6)
- Krzysztof Zawadka – gitara (7–9)
- Andrzej Zeńczewski – gitara, śpiew (10–13)

Gościnnie
- Robert Majewski – trąbka (1–6)
- Wojciech Staroniewicz – saksofon (10–12)